# Pierre Leguillon
Pierre Leguillon (né le 23 mai 1969) est un artiste conceptuel français vivant à Bruxelles, en Belgique. Sa pratique pluridisciplinaire s’articule autour de la circulation, de la reproduction et de la mise en contexte des images, souvent au travers de formats peu conventionnels comme le diaporama, la conférences-performance, le livre d’artiste et la collection d’ephemera en papier.
D’abord critique et éditeur, Leguillon a ensuite exposé dans un contexte international. Il enseigne l’art à la HEAD – Genève. Il est notamment connu pour La promesse de l’écran, un dispositif de projections de films entamé en 2007, et pour avoir fondé le Musée des Erreurs, une institution indépendante et sans hiérarchies consacrée à ce qui est négligé ou accessoire dans l’histoire de l’art. Ses livres d’artiste, tels que Ads. et Oracles, associent design, archives et expérimentation typographique. En 2021, il a reçu le Prix Bob Calle du livre d’artiste.

## Biographie
Pierre Leguillon est né le 23 mai 1969 à Nogent-sur-Marne (Val-de-Marne). Il étudie les Arts plastiques à l’Université Paris 1 Panthéon-Sorbonne de 1989 à 1992. En 1991, encore étudiant, il crée Sommaire, un magazine d’une seule page. Au début des années 1990, il entame une carrière de critique et d’éditeur, écrivant pour Art Press, Le Journal des Arts et Purple.
En 1992, il organise l’exposition Des hauts et des bas à Paris, dans une chambre de bonne. L’année suivante, il photographie l’exposition Hôtel Carlton Palace Chambre 763 du curator Hans Ulrich Obrist.
Son premier diaporama, en 1993, décrit ses expériences d’expositions à partir de diapositives moyen format (4,5 × 6 cm), des photographies soigneusement cadrées associées à des images empruntées à des publications. En 1999, il supprime tout commentaire oral et se concentre uniquement sur la manipulation d’images et de sons, ajustant ses performances avec des accessoires, une voix off ou en fonction de la disposition de l’écran. Jusqu’en 2006, il se définit comme « diaporamiste ».
En 2001, il dirige la publication accompagnant la rétrospective de Raymond Hains au Centre Pompidou. Le goût de Hains pour les associations libres inspira assez directement le Musée des Erreurs, que Leguillon fonde à Bruxelles en 2013 : une collection mettant en doute les hiérarchies muséales et les structures qui régissent la réception de l’art. L’exposition inaugurale a eu lieu au centre d’art contemporain WIELS, à Bruxelles, en janvier 2015, cultivant une approche ludique de l’art et de la présentation muséale.
En 2003, il est pensionnaire de l’Académie de France à Rome (Villa Médicis). En 2010, il est engagé comme enseignant à la HEAD – Genève.
En 2021, il reçoit le Prix Bob Calle du livre d’artiste pour Ads., publié par Triangle Books à Bruxelles, un recueil de 70 publicités montrant des artistes posant pour des marques commerciales, des pages de magazines issues de la collection du Musée des Erreurs.

## Œuvres
Le travail de Leguillon est étroitement lié à la photographie et à l’accumulation des images. Il collecte, classe et agence celles-ci dans diverses configurations, remettant en question les notions traditionnelles de hiérarchie artistique et de linéarité des discours. Ses premières œuvres figurent des photographies de vitrines, qu’il assimile à des dispositifs de cadrage similaires à celui de l’appareil photo. L’une des premières, en 1989, montre un vivarium abandonné du zoo de Prague, soulignant l’absence de son sujet.
En 2008, son exposition Diane Arbus: A Printed Retrospective 1960–1971 à la Kadist Art Foundation (Paris) examine la photographie de Diane Arbus dans un contexte éditorial en présentant des pages originales de magazines sous verre, remettant en cause les notions d’authenticité et d’aura liées à la photographie. De même, son projet Dubuffet typographe (2013) présente des échantillons des multiples écritures manuscrites de Jean Dubuffet comme des strates géologiques, perturbant les modes de présentation muséaux classiques.
Selon Jenelle Porter, Leguillon rejette le modèle traditionnel du « white cube » et présente souvent ses œuvres dans des formats inhabituels. Sa série Prelinger Drawings (2011/2015) présente des frottages de couvertures de livres, encadrés et suspendus dans une structure en tissu fabriquée en patchwork, inspirée par la classification de la Prelinger Library à San Francisco. Une autre œuvre significative, La grande évasion (2012), se déploie sous la forme d’une performance multimédia qui mêle, sur une scène de théâtre, des images de danse et une chanson d’Amy Winehouse, produisant un dialogue dynamique entre image et mouvement.

### Diaporama
Pendant environ quinze ans, Leguillon a utilisé le format de la conférence et du diaporama comme un moyen poétique et performatif d’exploration des images. Inaugurée en 1993, cette série présentait des diapositives d’expositions, d’œuvres, de performances et de livres. Avec le temps, l’artiste a peu à peu intégré des sons, de la musique et des fragments d’interviews, transformant le format didactique du diaporama en une forme artistique autonome. Une évolution notable fut constituée par le Diaporama/Vestiaire (2006), projeté notamment au Louvre en 2009, où les manteaux des spectateurs étaient intégrés à la performance, créant un dialogue visuel et conceptuel entre le public, le vestiaire et l’écran.

### La promesse de l’écran
En 2007, Leguillon inaugure La promesse de l’écran, au départ un bar clandestin parisien doté d’un écran escamotable qui dissimulait le comptoir d’un bar. Le projet est devenu une série de projections régulières de films parfois rares ou marginaux, souvent organisés en montages thématiques parfois confiés à des invités. Cette série illustre aussi son intérêt pour le « paratexte » qui encadre l’œuvre d’art ou le film : invitations, affiches, caisses de transport, documents d’exposition ou générique.
Inspiré par l’idée de Gilles Deleuze selon laquelle le cinéma « ne présente pas seulement des images, il les entoure d'un monde », Leguillon manipule les formats de projection pour interroger l’influence du contexte sur la perception. Le projet circule principalement en Europe, souvent dans des lieux marginaux plutôt qu’institutionnels. Parmi les versions marquantes : projection de Homage to the Square de Josef Albers aux côtés de pochettes de disques que le peintre a conçues ; avec Six Colourful Inside Jobs (1971) de John Baldessari ; ou encore des projections en vis-à-vis les toiles translucides de Cécile Bart. Quelques projections notables ont eu lieu au Centre Pompidou (2009)  et au Palais de Chaillot (2011) à Paris, au CAPC Musée d’Art contemporain de Bordeaux (2009) ou au CIVA à Bruxelles (2021).

### Le Musée des Erreurs
En 2013, Leguillon fonde à Bruxelles le Musée des Erreurs, qui remet en question les normes de l’histoire de l’art et les modèles muséaux. Il réunit des ephemera hétéroclites (cartes postales, affiches, magazines, objets du quotidien) conservés notamment dans les placards de sa cuisine. Le musée déconstruit l’idée de progrès moderniste et réadapte sans cesse son discours. Il propose aussi une boutique en ligne, renforçant une position qui n’est pas alignée sur le marché dominant.
En 2019, son exposition Parler aux yeux à la Fondation Pernod Ricard présente Merida, une œuvre créée en collaboration avec Kyozo Shimogawa, maître japonais du tissage de kasuri : une peinture vendue au mètre, utilisant des fibres et des pigments naturels, tissée sur des métiers Jacquard motorisés par Toyota et adaptés à la production de l’Ikat japonais.
En 2025, il présente Erratum Musical au Manoir de la Ville de Martigny, une exposition muséale autour de l’art et de la musique, explorée sous l’angle de l’erreur.

### Livres d’artiste
Pierre Leguillon considère ses livres d’artiste comme des œuvres à part entière, maîtrisant leur conception et leur fabrication, souvent en collaboration avec des graphistes. Parmi ses ouvrages : The Museum of Mistakes (2020), conçu comme un musée portatif ; Ads. (Prix Bob Calle 2021) ; Dubuffet typographe (2013), un anti-manuel de typographie basé sur les livres et les ephemeras de Dubuffet ; Oracles (2017), réunissant 123 cartes de visite d’artistes et de figures culturelles du XVIIIᵉ siècle à nos jours ; et La légende punaisée dans le ciel (2021), des notes prises à la Villa Médicis en 2003 qui visaient l’adaptation de la projection d’un diaporama au format du livre.

## Expositions
Ses œuvres ont été montrées au Louvre (2009), au MAMCO de Genève (2010), au Moderna Museet de Malmö (2010), au WIELS de Bruxelles (2015) et au Frye Art Museum de Seattle (2019).
Il a également participé à la Biennale internationale d’art contemporain de Tirana, à la Biennale de Taipei, et au Carnegie International 2013.

## Conférences et performances
Leguillon a présenté ses conférences-performances dans des institutions telles que Kadist (2011), Raven Row (2011), Dia Art Foundation (2015),, l’École nationale supérieure de la photographie d’Arles (2021), et l’Université Columbia (2023).